# Planina (gmina Postojna)
Planina – wieś w Słowenii, w gminie Postojna. W 2018 roku liczyła 804 mieszkańców.